# Honeywell RQ-16A T-Hawk
Le T-Hawk ou Honeywell RQ-16 T-Hawk est un drone de la société Honeywell.
Il fut utilisé pour répérer la zone autour du réacteur de Fukushuima après l'incident nucléaire.

## Historique
En 2003, le DARPA lança un programme nommé OAV (Organic Air Vehicle) afin d'évaluer un certain nombre de mini-drones ADAV. Le concept d'Honeywell fut retenu et le prototype prit l'air en janvier 2005. Le premier vol libre eut lieu en juin la même année. Honeywell reçut un contrat de développement en mai 2006. L'US Army évalua intensivement cet appareil, désormais nommé T-Hawk (pour Tarentula Hawk, ou guêpe Pepsis).
Le T-Hawk fut d'abord conçu pour la détection de mines improvisées, ou IED (Improvised Explosive Devices). Il est également utilisé, à l'échelle d'un peloton, pour la surveillance, la reconnaissance, l'acquisition de cibles et la direction de la bataille. 2 nacelles de chaque côté de la soufflante verticale contiennent les commandes de vol, le GPS, et les capteurs (électro-optiques, infrarouge, caméra couleur).
20 exemplaires, désignés YRQ-16A ou G-MAV (G pour Gasoline, ou essence), furent acquis par l'US Navy en 2007. Ils furent évalués par l'U.S. MultiService Explosive Ordnance Disposal Group en Irak. Les YRQ-16A étaient envoyés en éclaireur à l'avant des convois afin d'inspecter toute cible suspecte (voiture, terre retournée…). Cette évaluation dû être positive, car l'US Navy annonça en janvier 2008 qu'elle prévoyait de commander 186 systèmes de deux drones RQ-16A chacun, transportables par sac-à-dos.
En novembre 2008, la première commande pour 90 systèmes fut passée, et les livraisons commencèrent en août 2009. Le RQ-16 a également concouru pour l'US Army pour son FCS (Future Combat System), dans le cadre du programme Class I UAV (ou XM156) destiné à la surveillance des routes et des villes. Mais le 3 février 2011, l'US Army lui préféra le RQ-20 Puma AE.
La British Army a commandé 5 systèmes en janvier 2009, dont les livraisons ont commencé en 2010. Au 25 octobre 2013, elle disposait de 18 drones, utilisés opérationnellement en Afghanistan depuis 2010. L'Inde a également mené des essais après une démonstration du drone par Honeywell en avril 2010,.